# Мелкумян, Рубен Багратович
Рубен Багратович Мелкумян (20 апреля 1928 — 22 июля 2000) — советский и российский архитектор. Лауреат Государственной премии РСФСР в области архитектуры (1988), Заслуженный архитектор Российской Федерации (1995).

## Биография
Родился 20 апреля 1928 года.

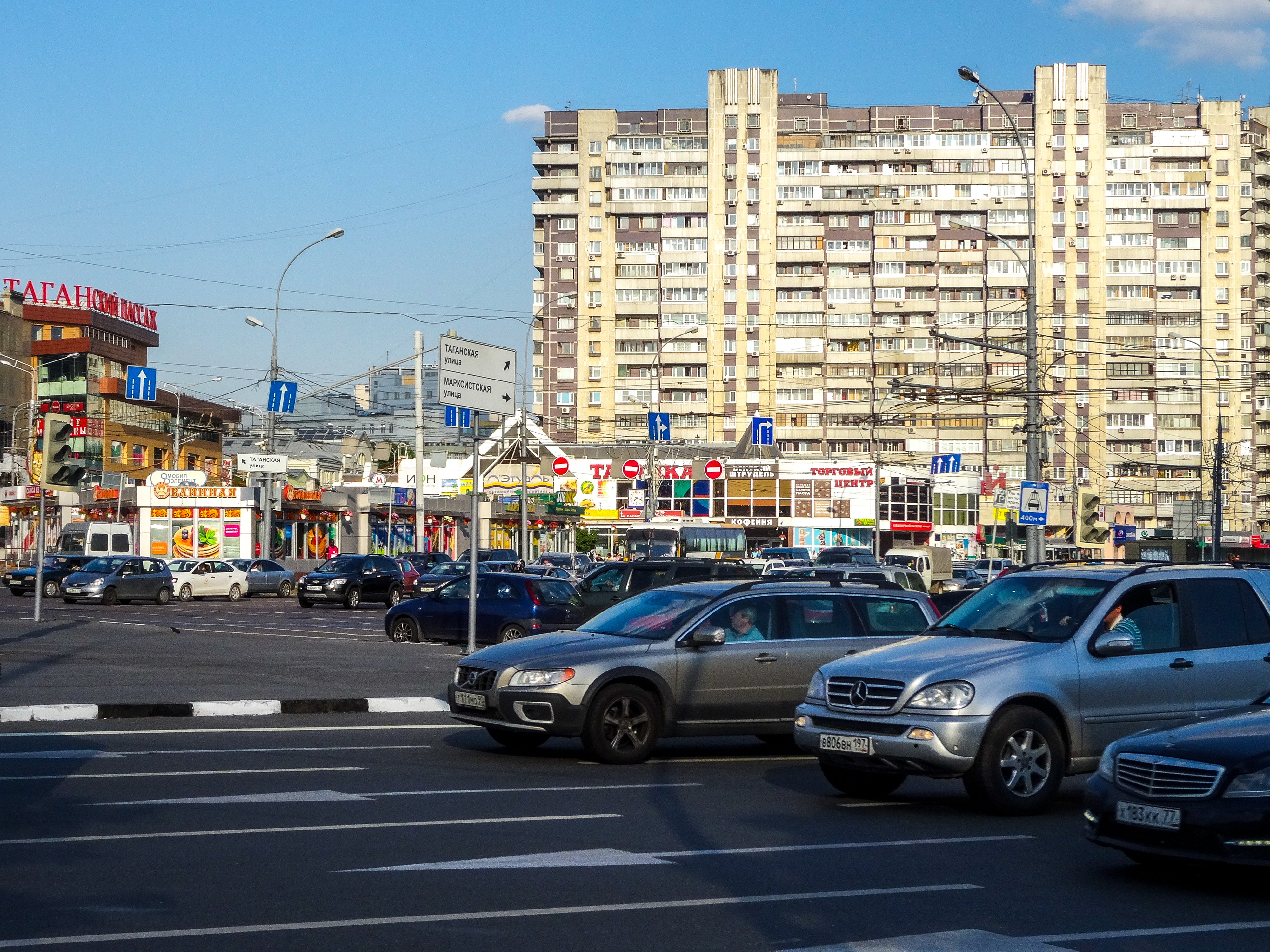
Жилой дом на Таганской площади

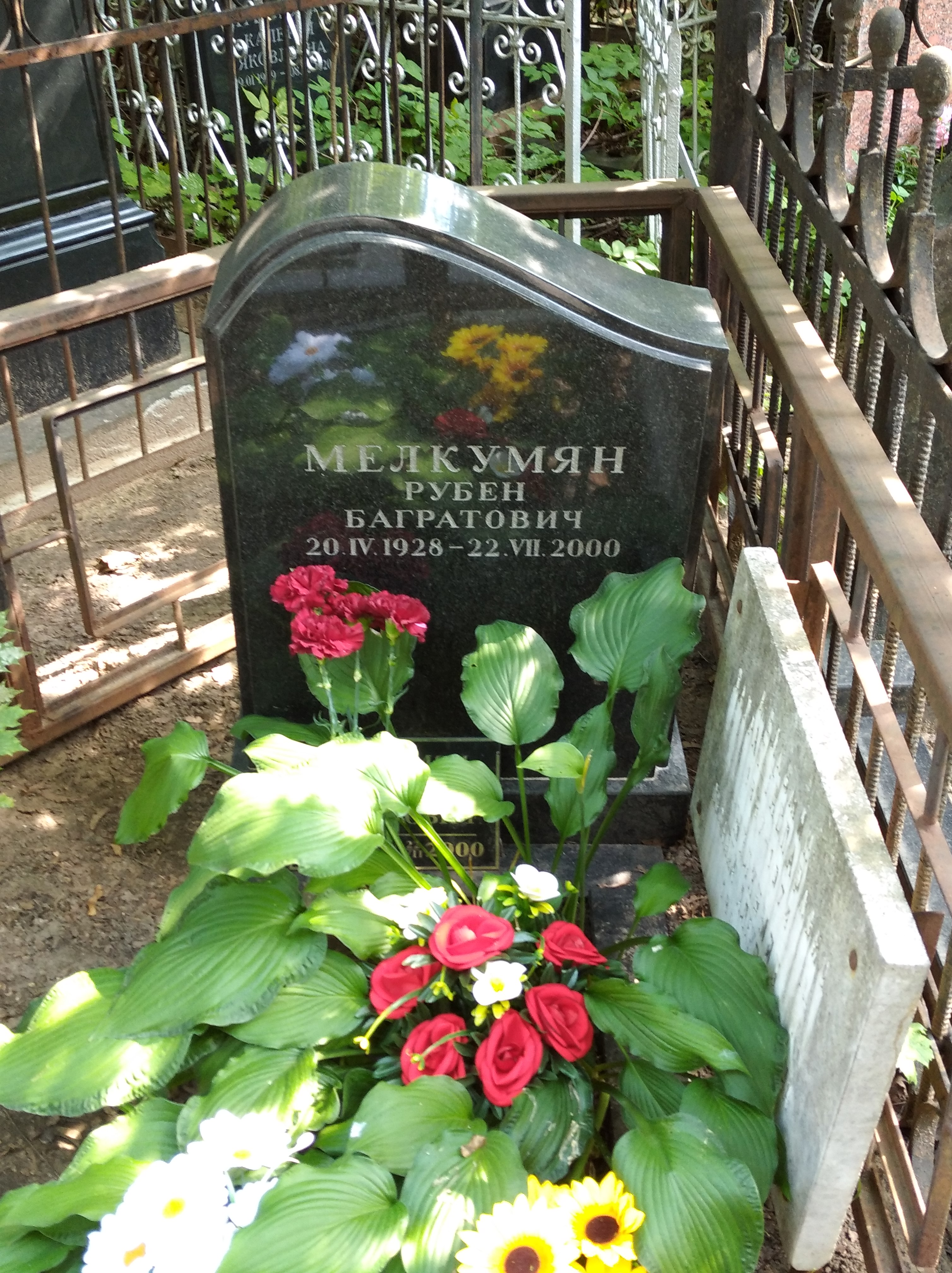
Могила Р. Б. Мелкумяна

Ученик академика М. А. Усейнова и профессора А. С. Сархисова. Начал творческую деятельность в 1953 году в Ереване в мастерской архитектора Т. Л. Агабабяна. Занимался проектированием жилых домов и кварталов Еревана. Выстроенный по его проекту мост в городе Иджеван был отмечен дипломом Госстроя СССР. Выстроил комплекс в Пицунде и другие курортные комплексы. Занимался изучением памятников архитектуры Еревана, сделал ряд публикаций на эту тему.
Переехав в Москву, поступил на работу в управление «Моспроект-1». Совместно с Ю. П. Гнедовским и Ю. А. Дмитриевым принимал участие в проектировании кинотеатра «Электрон», построенного в 1965 году на площади Юности в Зеленограде. С середины 1960-х годов работал в только что сформированной мастерской № 17 под руководством В. В. Степанова. Принимал участие в проектировании и строительстве комплекса 16-этажных жилых домов на Марксистской улице, простирающегося от площади Крестьянская застава до Таганской площади. Основной его работой стал комплекс учебных зданий МИСИ имени В. В. Куйбышева на Ярославском шоссе. За проектирование и строительство институтского комплекса Р. Б. Мелкумян вместе с соавторами в 1988 году был удостоен Государственной премии РСФСР в области архитектуры.
В 1990-х годах занимал должность начальника отдела Московской государственной вневедомственной экспертизы.
Умер 22 июля 2000 года. Похоронен на Армянском кладбище Москвы.

## Награды и звания
- Государственная премия РСФСР в области архитектуры (1988) — за архитектуру общеинститутского комплекса МИСИ имени В. В. Куйбышева (в составе коллектива)
- Заслуженный архитектор Российской Федерации (1995)[4]
- Почётная грамота Правительства Москвы (1998)[5]